# La Hache et le Feu
La Hache et le Feu est un jeu de société créé par Sébastien Dubois en 2005 et édité par Atomic Mix.
Pour 2 joueurs, à partir de 12 ans pour environ 2 heures.

## Principe général
Le jeu se passe dans le monde des Trilunes et vous y incarnez des héros explorant un donjon rempli de terribles monstres et de fantastiques trésors. Il y a deux héros de départ : Krarn le pourfendeur et Zal Uknam l'immolateur. Le premier est un guerrier et le second est un mage.
Le but du jeu est d'explorer des donjons et d'amasser des trésors protégés par des monstres. Les joueurs sont guidés par un livret de scénarios.

## Extensions
Il existe trois extensions pour la hache et le feu :
- La Porte Des Damnés : contient des nouveaux scénarios, sorts, objets et monstres.
- Torkreyghèn De Kisadyn : contient le héros du même nom et apporte aussi la possibilité de porter un bouclier et de nouveaux sorts et objets.
- Demnukys l'exécutrice : contient le personnage du même nom et apporte aussi la possibilité de porter un bouclier et de nouveaux sorts et objets.

Il est possible de jouer à quatre avec les extensions.